# 三一萬能俠DEVOLUTION ～宇宙最後3分鐘～
《三一萬能俠DEVOLUTION ～宇宙最後3分鐘～》（日語：ゲッターロボDEVOLUTION ～宇宙最後の3分間～）是由清水榮一和下口智裕所創作的漫畫。本作是基於永井豪、石川賢所作的1974年原版漫畫所重新創作的作品。

## 故事簡介
有一天，獨來獨往的高中生流龍馬，突然被異形的怪物「不進化體」襲擊。就在同學被殺之時，憤怒的龍馬在神秘人早乙女的引導下乘上了巨型機器人「蓋特機器人」打敗了不進化體。及後龍馬在早乙女研究所認識了同屬蓋特小隊的神隼人和巴武藏，並得知了強敵蓋特皇帝的存在。

## 外部連結
- 三一萬能俠DEVOLUTION ～宇宙最後3分鐘～（漫畫）在動畫新聞網百科全書中的資料（英文）
- https://www.akitashoten.co.jp/comics/4253131417 （页面存档备份，存于）在秋田書店網站的頁面（日語）